# Bat Jungle
The Bat Jungle is natuurcentrum in Monteverde in Costa Rica dat zich richt op vleermuizen.

## Beschrijving
The Bat Jungle werd geopend in 2006 en het bestaat uit een zeventien meter lang verblijf dat is beplant als een regenwoud waarin ongeveer negentig bladneusvleermuizen behorend tot acht soorten worden gehouden. Het verblijf kan onder leiding van een gids worden bezocht.